# Jaap Sinninghe Damsté

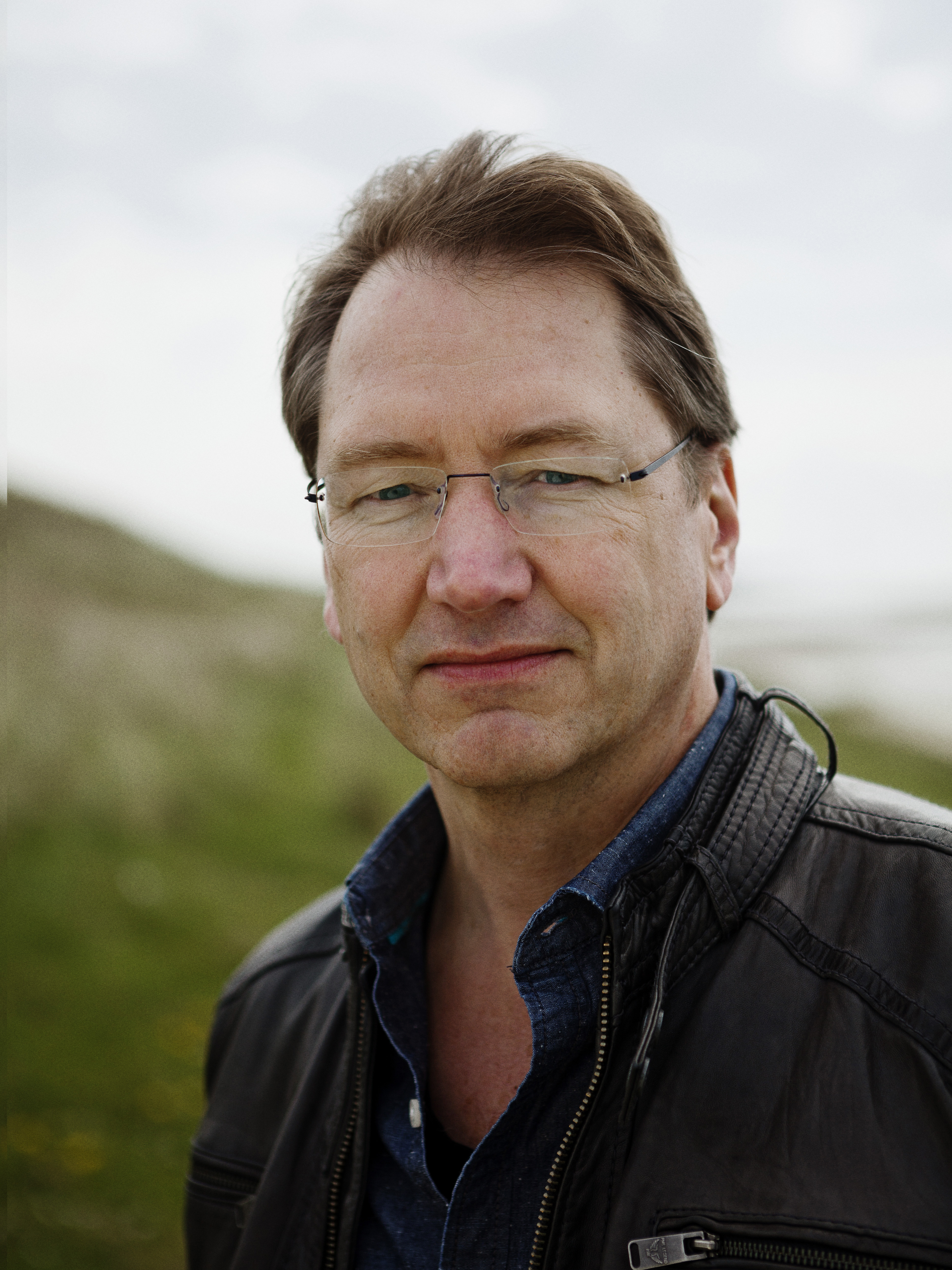
Jaap Sinninghe Damsté

Jaap Sinninghe Damsté (* 1. Januar 1959 in Baarn) ist ein niederländischer Geochemiker, Paläoklimatologe und Mikrobiologe.

## Leben
Damsté studierte Chemieingenieurwesen und Umweltchemie an der TU Delft mit dem Abschluss 1984 und wurde dort 1988 in organischer Geochemie promoviert. Er ist seit 2002 Leiter der marinen Biogeochemie und Toxikologie am Königlich Niederländischen Institut für Meeresforschung in Den Burg und seit 2003 Professor für molekulare Paläontologie an der Universität Utrecht, an der er schon seit 1993 forscht. In diesem Jahr startete er mit einem Pionier-Stipendium der NWO seine Forschungsgruppe Molekulare Paläontologie mariner Sedimente.
Er untersuchte chemische Fossilien in Sedimenten zur Rekonstruktion von Klima (Meerestemperatur, TEX86) und dem Leben von Mikroben in der Erdvergangenheit. In seiner Dissertation entdeckte er große Mengen bis dahin unentdeckter organischer Schwefelverbindungen in Sedimenten und Rohöl, was  zu einer Revision der Sicht des globalen Schwefelkreislaufs führte. Später entdeckte er die weite Verbreitung von Archaeen (nicht nur in extremen Umweltbedingungen) und dass diese wie Pflanzen zum Wachstum Kohlendioxid aus der Luft aufnehmen mit Auswirkungen auf den globalen Kohlenstoffkreislauf. Er entdeckte auch die Rolle von Anammox-Bakterien und -Archaeen im Stickstoffkreislauf der Meere.
2004 erhielt er den Spinoza-Preis und 2007 die Vladimir Ivanovich Vernadsky Medal. Er ist seit 2005 Mitglied der Königlich Niederländischen Akademie der Wissenschaften, seit 2016 Mitglied der Koninklijke Hollandsche Maatschappij der Wetenschappen und seit 2020 Mitglied der Academia Europaea. 2008 erhielt er einen Advanced Grant des ERC und 2014 den A.H.-Heineken-Preis für Umweltwissenschaften.